# Iwan Suchow
Iwan Prokofiewicz Suchow (ros. Иван Прокофьевич Сухов, ur. 11 listopada?/23 listopada 1895 we wsi Podjom Michajłowka w guberni samarskiej, zm. 6 września 1962 w Moskwie) – generał pułkownik Wojsk Pancernych Armii Radzieckiej, generał broni ludowego Wojska Polskiego, Bohater Związku Radzieckiego (1945).

## Życiorys
Urodził się we wsi Podjom Michajłowka, w ówczesnej guberni samarskiej (obecnie jest to rejon wołżski, obwód samarski). Po ukończeniu szkoły powszechnej i rzemieślniczej pracował jako ślusarz i górnik. W 1915 roku został wcielony do Armii Imperium Rosyjskiego. W następnym roku ukończył Saratowską Szkołę Praporszczyków i dowodził kompanią na południowo-zachodnim froncie. W lutym 1919 roku został dowódcą batalionu 1 Samarskiego Terytorialnego Pułku, a w czerwcu tego roku dowódcą 9 Samarskiego Pułku Fortecznego w składzie 4 Armii. Następnie kierował transportem sanitarnym 3 Samarskiej Brygady Fortecznej. W sierpniu 1920 roku został wyznaczony na stanowisko pomocnika szefa sztabu 9 Brygady Strzelców w składzie 3 Dywizji Strzelców. W czasie wojny domowej w Rosji walczył na południowym froncie przeciwko armiom Denikina i Wrangla.
Po zakończeniu wojny pełnił służbę w 3 Kazańskiej Dywizji Strzelców rozlokowanej na terenie Charkowskiego Okręgu Wojskowego. W 1922 roku ukończył kurs w Wyższej Taktyczno-Strzeleckiej Szkole Kadry Dowódczej Robotniczo-Chłopskiej Armii Czerwonej imienia III Kominternu "Wystrieł". W 1923 roku został pomocnikiem dowódcy 3 Pułku Strzelców, a później pomocnikiem dowódcy i dowódcą 7 Pułku Strzelców. 1929 roku ukończył Kurs Wyższych Dowódców w Szkole "Wystrieł", po czym pozostał w niej w charakterze wykładowcy taktyki, a później kierownika średniego kursu, kierownika oddziału szkolnego, głównym wykładowcą taktyki i w końcu kierownikiem szkolnej części kursów. W 1933 roku ukończył Akademickie Kursy Technicznego Doskonalenia Kadry Dowódczej przy Wojskowej Akademii Mechanizacji i Motoryzacji Armii Czerwonej w Moskwie. W grudniu tego samego roku pozostał w akademii na stanowisku starszego wykładowcy taktyki i kierownika kursu. W 1934 roku ukończył Akademię Wojskową im. Michaiła Frunzego w Moskwie. Dwa lata później został szefem sztabu 7 Zapasowej Brygady Pancernej (ros. 7 запасная танковая бригада), a w 1937 roku jej dowódcą. W 1938 roku dowodzona przez niego jednostka została przemianowana na 43 Brygadę Pancerną (ros. 43 легкотанковая бригада). W grudniu 1939 roku powrócił do akademii i objął w niej stanowisko wykładowcy w Katedrze Służby Tyłów, a później kierownikiem Katedry Taktyki. 4 lipca 1940 roku został mianowany generałem majorem wojsk pancernych.
W okresie od sierpnia do października 1941 roku obowiązki kierownika katedry łączył z funkcją szefa sztabu jednego z sektorów obrony Moskwy. We wrześniu 1943 roku został wyznaczony na stanowisko zastępcy dowódcy 3 Armii Pancernej Gwardii. Od 25 września do 5 października 1943 roku pełnił obowiązki dowódcy 6 Korpusu Pancernego Gwardii. Uczestniczył w bitwie o Dniepr i Kijów. Postanowieniem Rady Komisarzy Ludowych ZSRR z 18 lutego 1944 roku został mianowany generała porucznika wojsk pancernych. 7 kwietnia 1944 roku objął dowództwo 9 Korpusu Zmechanizowanego.
29 maja 1945 roku ukazem Prezydium Rady Najwyższej ZSRR został wyróżniony tytułem Bohatera Związku Radzieckiego i odznaczony Orderem Lenina. 24 lipca 1945 roku uczestniczył w Defiladzie Zwycięstwa w Moskwie. W grudniu tego roku ponownie został wyznaczony na stanowisko zastępcy dowódcy 3 Armii Pancernej Gwardii. W lutym 1946 roku został pierwszym zastępcą komendanta Akademii Wojsk Pancernych i Zmechanizowanych im. Józefa Stalina w Moskwie (ros. Военная ордена Ленина академия бронетанковых и механизированных войск Красной Армии имени И.В.Сталина). W okresie od listopada 1947 roku do czerwca 1948 roku czasowo pełnił obowiązki komendanta akademii.
W okresie od 22 października 1949 roku do 17 listopada 1956 roku pełnił służbę w Wojsku Polskim na stanowiskach: głównego inspektora broni pancernych (1949–1950), następnie dowódcy Wojsk Pancernych (1950) i w końcu dowódcy Wojsk Pancernych i Zmechanizowanych (1951–1956). 12 sierpnia 1955 roku Rada Ministrów ZSRR mianowała go na stopień generała pułkownika Wojsk Pancernych Armii Radzieckiej. W 1957 roku, po powrocie do ZSRR został przeniesiony w stan spoczynku. Zmarł 6 września 1962 roku w Moskwie. Pochowany na Cmentarzu Nowodziewiczym.

## Życie prywatne
Od 1927 żonaty z Iriną Władimirowną (ur. 1901). Miał syna, córkę i przybraną córkę. Podczas służby w WP używał imienia Jan.

## Odznaczenia
- Order Sztandaru Pracy I klasy (1955)
- Order Odrodzenia Polski II klasy (1956)
- Order Krzyża Grunwaldu II klasy (24 kwietnia 1946)[3]
- Order Odrodzenia Polski III klasy (1954)
- Order Virtuti Militari III klasy (27 stycznia 1946)[3]
- Medal Złota Gwiazda Bohatera Związku Radzieckiego Nr 6569 (29 maja 1945)
- Order Lenina – dwukrotnie (21 lutego 1945 i 29 maja 1945)
- Order Czerwonego Sztandaru – dwukrotnie (3 listopada 1944, 20 czerwca 1949)
- Order Suworowa II stopnia – dwukrotnie (10 stycznia 1944 i 25 sierpnia 1944)
- Order Kutuzowa II stopnia (6 kwietnia 1945)
- Order Bohdana Chmielnickiego II stopnia (29 maja 1944)
- Order Czerwonej Gwiazdy (24 czerwca 1943)